# Đầu nốt nhạc

Các bộ phận cấu tạo một nốt nhạc gồm đầu (3), thân (2) và cờ nốt/dấu móc (1).

Đầu nốt nhạc (tiếng Anh: note head) là một hình bầu dục góp phần tạo nên hình dáng của nốt nhạc. Nó có thể được tô đen hoặc để trắng.
Đầu nốt nhạc là bộ phận có tác dụng xác định vị trí cao độ âm thanh, tức thể hiện tần số tương đối của âm thanh, còn khi kết hợp thêm các yếu tố gồm thân nốt nhạc và cờ nốt hay dấu móc thì sẽ thể hiện giá trị nốt nhạc (nói cách khác là trường độ của nốt). Riêng với nốt tròn, do không có thân nốt và dấu móc nên đầu nốt là bộ phận duy nhất. 

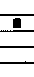
Punctum

## Lịch sử
Đầu nốt nhạc là sự cải biến từ dấu neume dùng để ký nhạc trong các bản thánh ca Gregoriano thời Trung cổ. Dấu punctum (xem hình) là dạng đơn giản nhất và có liên quan rõ ràng với đầu nốt nhạc hiện đại.
Nhà soạn nhạc và lý luận âm nhạc Franco thành Köln đã hệ thống hóa cách ghi nhịp điệu nhạc. Ông giải thích hệ thống này trong tác phẩm Ars Cantus Mensurabilis (nghĩa là "Nghệ thuật về nhạc đo lường được") khoảng năm 1280. Trong hệ thống này, trường độ tương đối của nốt nhạc được chỉ định bởi hình dáng nốt nhạc (hình nốt). Đầu nốt nhạc gồm các hình dạng: hình chữ nhật, hình vông hoặc hình thoi, tùy vào trường độ của nốt. Hệ thống này được mở rộng trong thời kỳ Ars Nova.
Không lâu trước khi thời kỳ Phục hưng diễn ra, những người chép bản thảo bắt đầu viết nốt nhạc của phong cách Franco và Ars Nova với phần thân nốt ở dạng mở. Trong thời Phục hưng, các nhà soạn nhạc bổ sung các hình nốt thể hiện những trường độ ngắn hơn bằng cách dựa vào dạng thân nốt nhạc được tô đen. Gần cuối thế kỷ 16, hình dáng đầu nốt chuyển từ hình vuông hoặc hình thoi thành hình tròn như ngày nay vẫn dùng.